# České Švýcarsko (nádrž)
České Švýcarsko je retenční nádrž, která slouží k zachycení náhlých dešťových přívalů v horní části povodí Dobrovodského potoka. Nachází se v katastrálním území Srubec, 5 km jihovýchodně od centra Českých Budějovic v nadmořské výšce 480 m.

## Vodní režim
Nádrž se nachází na Dobrovodském potoce, který je jejím přítokem i odtokem. Náleží do povodí Vltavy.

## Historie
Retenční nádrž České Švýcarsko byla vybudována v rámci vodohospodářských úprav Dobrovodského a Vráteckého potoka provedených v letech 1897–1898 podle projektu pražského inženýra Rudolfa Brechlera. Cílem těchto úprav byla ochrana Českých Budějovic před povodněmi. Stavbu provedly firmy Bohdana Francka a Josefa Pillmanna. Nádrž na Dobrovodském potoce získala jméno podle romantického označení údolí potoka mezi Dobrou Vodou a Třebotovicemi. Údolí tak bylo pojmenováno na přelomu 19. a 20. století, neboť je hluboké, místy skalnaté, jsou v něm vodní plochy a stávaly tu i roubené stavby. Používají se i názvy Nové Švýcarsko či lidově Švajcy. Po roce 1906 byl nad nádrží postaven ubytovací hostinec České Švýcarsko ve stylu romantické secese. Úředně byl pro hotel schválen název „České Švýcarsko“ v roce 1938. Restaurační a ubytovací činnost byly zrušeny v roce 1953, ale objekt s věžičkou stál až do roku 1990, kdy byl zbořen.

## Přístup
Přístup je možný po červené turistické značce z Dobré Vody do Srubce.